# 夜曲Op. 27 (蕭邦)

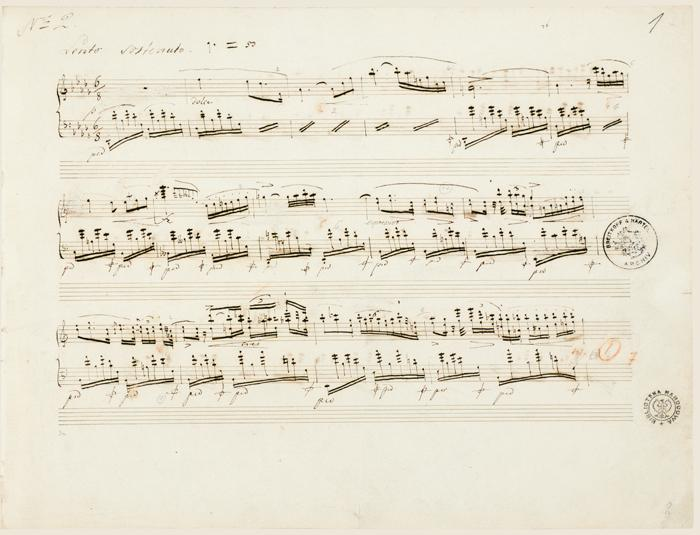
Op. 27, No. 2之手稿

夜曲Op. 27是蕭邦的一組夜曲作品，於1836年創作，1837年出版，為兩首互成對比的樂曲。
David Dubal評道：「（這些夜曲）被形容為小型的敍事曲更為恰當」；Blair Johnson也指出這兩首曲與約翰·菲爾德的夜曲已是幾乎沒有相似之處了。

## Op. 27, No. 1
夜曲Op. 27 No. 1是升C小調，甚緩板，4/4拍。在第29小節轉為樂曲的B段，並註più mosso（稍快點），3/4拍，中間一部分為降A大調。第84小節轉回A段，99-101小節以慢板作結。

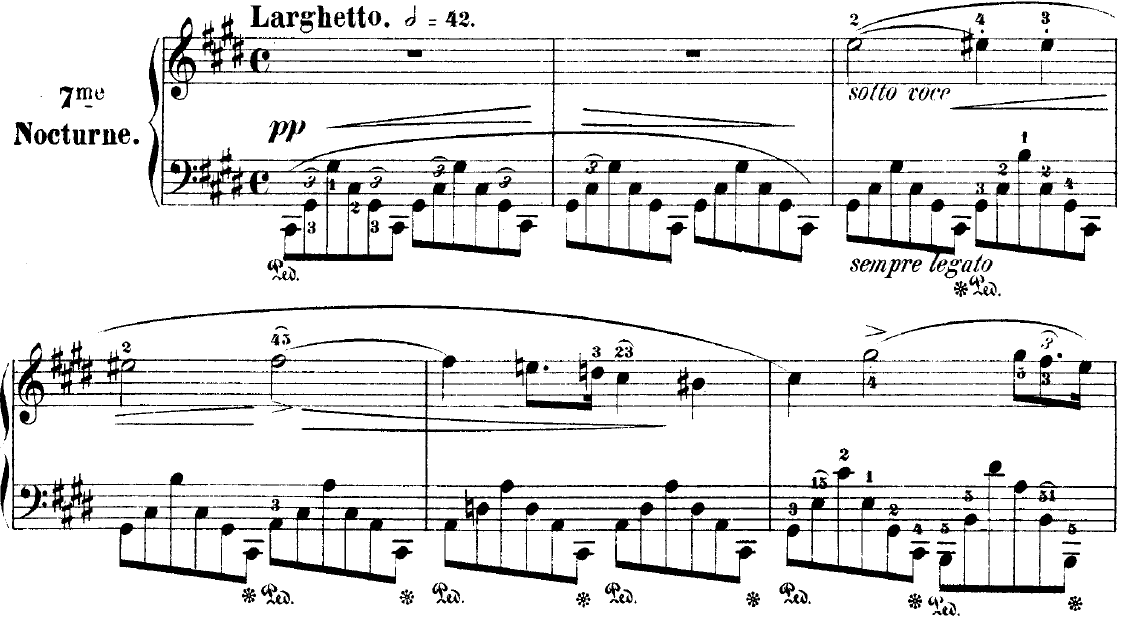
Op. 27, No. 1之開首
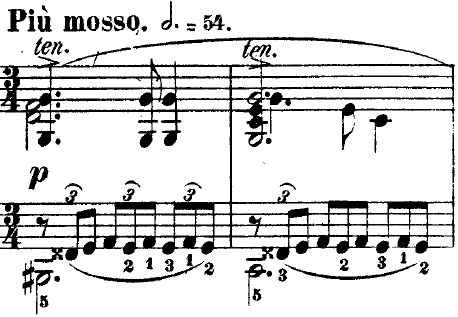
Op. 27, No. 1之第二樂段
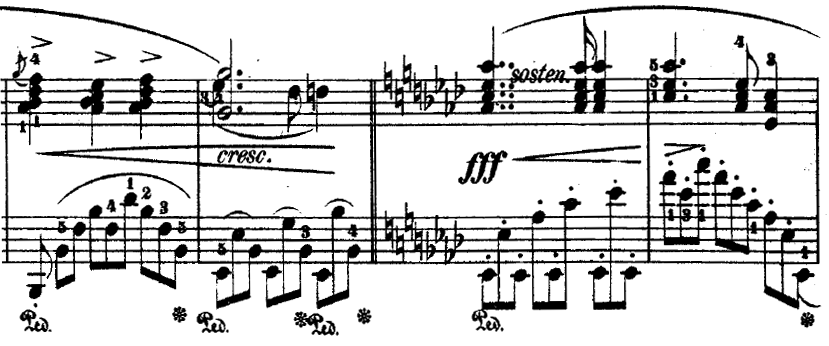
Op. 27, No. 1第二樂段降A大調的部分

## Op. 27, No. 2

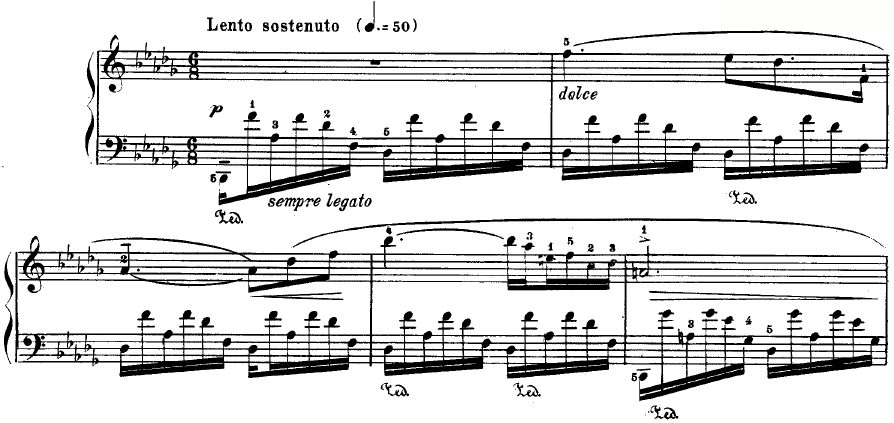
Op. 27, No. 2之開首

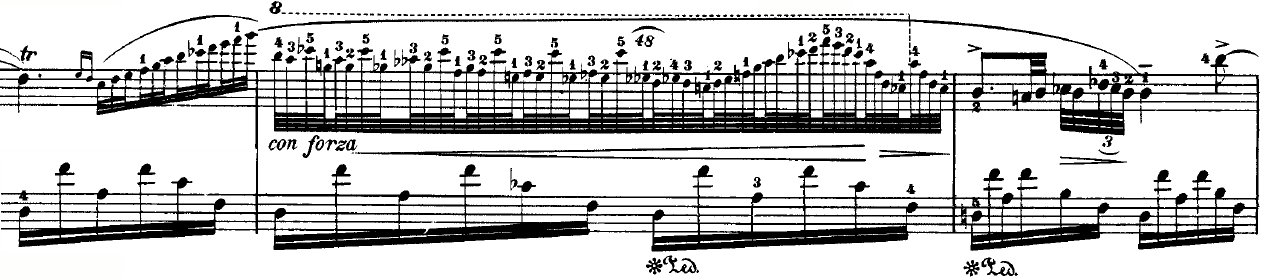
Op. 27, No. 2具有複雜的修飾音

夜曲Op. 27 No. 2是降D大調，緩板，註Sostenuto（將音符延長），6/8拍，共77小節。

### 相關樂曲
- 薩拉沙泰的小提琴及鋼琴改編曲

### 流行文化
- 電影《海底城》的配樂[4][3]。
- 網絡漫畫《星期六早晨的谷物早餐》中出現的樂譜片段[5]